# Жарко Зрењанин
Жарко Зрењанин Уча (Избиште, код Вршца, 11. септембар 1902 — Павлиш, код Вршца, 4. новембар 1942) био је револуционар, учесник Народноослободилачке борбе, један од организатора устанка у Војводини и народни херој Југославије.
Године 1923. завршио је Учитељску школу и службовао у македонском селу Канатларци, а потом у родном Избишту. Поред просветног, бавио се и просветитељским радом. Године 1927. је постао члан илегалне КПЈ, а убрзо је постао секретар Окружног комитета КПЈ за јужни Банат. Године 1933. је био ухапшен због издавања илегалног комунистичког листа и осуђен на три године затвора.
Након изласка са робије 1936. године, наставио је са партијским радом радећи на обнови партијских организација у Војводини. Крајем 1938. је обновио рад Покрајинског комитета КПЈ за Војводину, а 1939. године је постао његов политички секретар. Због политичко-револуционарног рада био је више пута хапшен. Године 1940. изабран је у чланство Централног комитета КПЈ.
Након окупације Југославије, 1941. године организовао је припреме за ослободилачку борбу у Војводини. Највише је радио у Банату и иницијатор је стварања партизанских одреда и њихових првих оружаних акција. После тешких удараца које су организације КПЈ у Банату и Бачкој претрпеле у лето и јесен 1941, радио је на њиховом обнављању. Погинуо је у сукобу са окупаторским снагама, које су новембра 1942. године опколиле кућу у Павлишу, у којој се налазио.
За народног хероја је проглашен 5. децембра 1944. година, а 2. октобра 1946. банатски град Петровград је у његову част преименован у Зрењанин.

## Биографија

### Детињство и школовање
Рођен је 11. септембра 1902. године у селу Избишту, код Вршца. Потицао је из сиромашне земљорадничке породице. Његови родитељи отац Жива и мајка Драга, рођена Малушев, имали су поред њега још четворо деце, три ћерке — Анђелку, Веру и Љубиму и сина Спасоја. Жарко је био друго дете, најстарија је била Анђелка. Детињство је провео у родном Избишту, одрастајући са сестрама и братом. Његова породица живела је заједно са дедом Марком, бабом Белом и стрицем Владом.
У родном месту је од 1909. до 1913. године завршио четири разреда основне школе. Пошто је 1913. године његова старија сестра Анђелка Анђа, као одлична ученица, од Српско-банатског конвикта добила стипендију за даље школовање у Сегедину, њихови родитељи су одлучили да и Жарка пошаљу на школовање у Сегедин. Пошто се гимназија тамо учила само на мађарском језику, родитељи су га у току школске 1913/14. године одвели у мађарско село Скореновац, код Ковина, како би тамо завршио пети разред основне школе и боље савладао мађарски језик.
На самом почетку Првог светског рата, 1914. године Жарко је пошао у гимназију у Сегедин. У веома тешким ратним условима завршио је тамо до 1917. године три разреда гимназије. За то време његов отац и стриц били су мобилисани у Аустроугарску војску и послати најпре у Дебрецин, а потом на Источни фронт. Као и многи насилно мобилисани припадници јужнословенских народа, Жарков отац и стриц су побегли из Аустроугарске војске, вратили се у Банат и придружили се „зеленом кадру”. Пошто се рат ближио крају, Жаркова мајка је одлучила да Жарко даље школовање настави у Белој Цркви, где је до 1919. године завршио четврти и пети разред гимназије.
Године 1919. Жаркова сестра Анђа је завршила Учитељску школу и одлучила је да потражи учитељски посао. Плашећи се да ће добити службу у неком забаченом месту, родитељи су се противили да иде. Да би помогао сестри, Жарко је одлучио да прекине школовање и да се са њом пријави за посао учитеља. Пошто је у то време био велики мањак учитеља, ученици виших разреда гимназије су могли да врше дужност учитеља. Док су чекали посао, Жарко је у току 1920. године, као приватни ученик завршио шести разред гимназије у Панчеву.
Фебруара 1921. године од Министарства просвете био је постављен за вршиоца учитељске дужности у хомољском селу Бусуру, код Петровца на Млави. Жарку се веома свидео учитељски посао па је у августу 1921. године одлучио да напусти службу и настави даље школовање. У јесен 1921. године уписао се у трећи разред Учитељске школе у Сомбору, коју је завршио 1923. године са врло добрим успехом.

### Прве политичке идеје
Први контакт са политичким идејама Жарко је добио у раном детињству од деде Васе Малушева, оца његове мајке, који је раније био политички активан као присталица Светозара Милетића и члан његове народне странке. Касније током школовања, посебно у гимназији у Сегедину и Белој Цркви, Жарко је почео да добија прва сопствена политичка гледишта — под утиском страхота Првог светског рата, националне нетрпељивости између Срба и Мађара, која је владала тих ратних година, одјека Октобарске револуције у Русији и др.
Утицај на Жарка тих година имао је и његов друг из села Славко Срдановић, са којим је похађао гимназију у Сегедину и Белој Цркви. Славко је био мало старији од Жарка и упознавао га је са политичком ситуацијом у новонасталим околностима — распад Аустроугарске и формирање Краљевства Срба, Хрвата и Словенаца, али и догађајима у свету, а пре свега грађанском рату у Русији. Славко је касније студирао право у Београду и 1921. године постао члан Комунистичке партије Југославије.
Током кратког службовања у селу Бусуру, у Хомољу, Жарко је упознао учитеља Чедомира Милићевића, који је био комуниста. Он се убрзо оженио Жарковом сестром Анђом, а на Жарка је оставио велики утицај причајући му о положају радника и сељака, о социјалној неправди и беди, о комунизму, о Октобарској револуцији, Лењину и др. Преко њега је добио и прву марксистичку литературу, а током учења Учитељске школе у Сомбору, активно је пратио листове „Учитељска борба” и „Учитељска искра”, Драгутина Михаиловића.
У Учитељској школи у Сомбору, био је веома активан у литерарној дружини ове школе, а као ученик старијих разреда био је цензор ученицима првог и другог разреда. Током завршног разреда Учитељске школе, Жарко је био један од организатора штрајка ученика против лоше исхране у интернату, за коју је био одговоран управник интерната и свештеник Ненад Барачки. Пошто је њихова жалба Министарству просвете пропала, Жарко је био окарактерисан као бунтовник. За време школовања био је биран и за члана Управе дружине „Натошевић”, а на школским приредбама је читао реферате о просветном раду Доситеја Обрадовића, Његоша и др.

### Учитељска служба
Одмах по завршетку Учитељске школе, Жарко је 2. јула 1923. године добио своју прву учитељску службу у селу Канатларци, код Прилепа, у тадашњем Битољској области. Ту је упознао са тешким животом сељака беземљаша и печалбара. У овом селу живео је велики број Турака, па му је било потребно око годину дана да научи турски језик и да се зближи са сељацима. Жарко се није само бавио радом у школи, где је организовао драмску, хорску и фолклорну секцију, већ је и просветитељски деловао међу сељацима — организовао је бројна предавања, аналфабетске течајеве, пропагирао је „рационалну пољопривреду” и др. Све ово га је учинило да буде веома цењен и поштован, не само међу мештанима Канатлараца, већ и околних места.
Велику помоћ у сналажењу у новој средини пружио му је Андон Алексовски, управитељ школе, који је био социјалиста. Заједно са њим почео је да шири социјалистичке идеје у Канатларцима, а потом и у околним селима. Повезао се и са учитељима из околних села, као и другим тада напредним људима. Две године је у школи организовао прославу Првог маја. Сељаци су у Жарку видели велику подршку, па су му се често жалили на председника Општине Талета Шиклевског, који је уз помоћ жандарма заводио терор међу турским становништвом, које је тада било социјално и национално угњетавано. Жарко је сељацима писао молбе и жалбе и помагао им упућујући их да се боре за своја права. Водио је и борбу против религиозне заосталости и сујеверја, али је и поред тога одржавао пријатељске односе са хоџом Зулфикаром из села Мусинци.
Жарков просветитељски рад је запао за очи председнику Општине, који је само чекао прилику да Жарка ухапси и протера из Канатлараца. Почетком 1924. године Шиклевски је покушао да ухапси Жарка, због свађе са жандармима који су покушали да их растерају са излета, где је био са колегама. Вест о Жарковом хапшењу брзо се прочула по селу, па су се сељаци побунили због чега је одмах био пуштен. Поновни сукоб Жарка и Шиклевског био је у јесен исте године, када га је ухапсио после једне расправе у селу Тополчани. Тада је Жарко провео једну ноћ у затвору.
Године 1925, након две године проведене на служби у Канатларцима, Жарко је имао право да затражи друго место службовања. Иако су га мештани његовог родног Избишта тражили да пређе код њих на службу, он је на молбу мештана Канатлараца одлучио да остане још годину дана. Шиклевског је на месту председника Општине заменио учитељ Тодор Мицковић. Он је на место председника Општине дошао одлуком Среског начелства у Прилепу, које је оспорило победу Мирчета Јанчевског, кандидата Демократске странке. Мицковић је на све начине покушавао да протера Зрењанина, посебно јер је он подржавао Јанчевског. На крају је успео да групу богатијих мештана наговори да поднесу тужбу против Жарка због наводног „неправилног односа према ученицима и родитељима” и јер је „противник вере и обичаја”. На суду у Прилепу, велика група мештана Канатлараца је оповргла све ове оптужбе и Жарко је био ослобођен.
На личну Жаркову молбу, 15. јула 1926. године Министарство просвете је донело решење о његовом премештају у село Избиште. Приликом испраћаја из Македоније, Жарка је до железничке станице у селу Тополчани пратило око педесетак мештана Канатлараца, са којима се дружио током боравка у селу. На Жарково место дошао је нови учитељ Жива Јовановић, Жарков земљак и познаник, који је наставио његов просветитељски рад у селу.
У школи у Избишту Жарко је затекао бољу ситуацију него у Канатларцима, али се и ту ангажовао да побољша услове школовања и помогне сељацима. Обновио је читаоницу и сеоску књижницу. У читаоници је организовао аналфабетски курс за неписмене сељаке. Брзо је стекао поштовање својих старијих колега Васе Бранкова и Бранка Горонића, који су му давали подршку у раду. Укључио се активно и у рад Прве српске земљорадничке задруге у Избишту. Током 1927. године основао је „Народни универзитет”, у којем је окупљао омладину, одрасле и старије људи и организовао предавања о хигијени, здрављу, пољопривреди и др. За предаваче је доводио професоре из Вршца и са Београдског универзитета, а често је и сам био предавач.
Септембра 1927. године у Учитељској школи у Вршцу је положио практични учитељски испит, а у току јула и августа 1928. године је у Београду, у организацији Црвеног крста похађао учитељски курс за ручни рад. У децембру 1928. учествовао је на Обласном учитељском збору за вршачки, белоцрквански, алибунарски и ковински срез, где је пред око 300 учитеља одржао предавање о „Дечијем криминалу”. Када су августа 1930. године гостовали вршачки соколи у Избишту, где су држали соколски јавни час, приређен им је био леп пријем. Гости су остали на народном весељу, а новине су забележиле да је за успех соколског излета, поред бележника Тоше Искуљева и подбележника Француског заслужан био и Жарко Зрењанин.

### Партијски рад
Почетком 1927. године постао је члан тада илегалне Комунистичке партије Југославије (КПЈ). У КПЈ се укључио у Вршцу, преко свог старог пријатеља адвоката Славка Срдановића, који га је и упознао са социјалистичким идејама. У лето 1928. године учествовао је на партијском скупу у Бечкереку којем је присуствовао и организациони секретар КПЈ Ђуро Ђаковић. Децембра исте године у својој кући је основао прву партијску ћелију у Избишту.
Након пријема у КПЈ, Жарко се још више ангажовао, како у политичком, тако и у друштвеном раду. Током 1930. године учествује у организовању Добровољног ватрогасног друштва у Избишту и био је изабран у његову Управу, а 1931. године је био изабран за члана Надзорног одбора Удружења југословенског учитељства за срез Бела Црква.
Након увођења Шестојануарске диктатуре, 1929. године полиција је успела да разбије многе партијске организације у Војводини и да похапси многе партијске активисте, међу којима Михаља Серва, Ђуру Пуцара, Јована Веселинова, Јована Бељанског и др. У овако тешким условима револуционарног рада, Жарко је током 1930. године постао члан, а крајем године и секретар Среског комитета КПЈ за Вршац. Упоредо са овом функцијом, он је наставио да буде секретар партијске ћелије у Избишту, која је до 1933. године нарасла на 21 члана. Веома успешно је руководио овом организацијом, тако да ниједан њен члан није био ухапшен током Шестојануарске диктатуре, а од фебруара до априла 1931. године у Избишту је био сакривен револуционар Средоје Немчев, из Меленаца, који је потом емигрирао у Совјетски Савез. Преко својих земљака Исе и Анђе Јовановић, који су живели у Београду одржавао је и везе са београдском партијском организацијом. Марта 1932. године на Окружној партијској конференцији био је изабран за секретара Окружног комитета КПЈ за јужни Банат.
Упоредо са партијским радом, Жарко је наставио са својим просветним радом, као и ангажовањем у разним удружењима. Јануара 1932. године је на годишњој скупштини Српске народне књижнице и читаонице у Избишту био изабран за књижничара и благајника. Током 1932. је дошао у сукоб са руководством Прве српске земљорадничке задруге у Избишту, коју су сачињавали богати сељаци радећи на штету сиромашних. Септембра исте године са групом сељака оснива Другу српску земљорадничку задругу и постаје председник њеног Надзорног одбора. Као делегат учитеља Вршачког среза учествовао је на Скупштини Учитељског удружења Југославије у Београду.
Почетком 1933. године, Жарко се преко Анђе Јовановић повезао са групом из Београда, која је децембра 1932. године почела да издаје илегални лист „Ударник”. У партијској техници, која се налазила у Жарковој кући, на гештетнеру је штампан овај лист, а Анђа га је преносила у Београд. Убрзо потом, у фебруару Жарко одлучује да покрене илегални лист „Лењинист”. Уз помоћ другова, као и помоћ Димитрија Јовановића Ванче из Београда, током фебруара је успео да одштампа лист у 500 примерака. Први број „Лењиниста” имао је шест страна, а неки од наслова су гласили — Лењин о сељацима, Шта је то економска, аграрна криза код нас?, Нови намети на сељаке и др. Друг број „Лењиниста” је изашао у марту, а неки од наслова у њему су гласили — Немачка пред револуцијом, Статистика политичких убистава, Ко је запалио Парламент у Немачкој и др. Трећи и последњи број „Лењиниста” изашао је почетком априла. Десетак примерака сваког броја Анђа је односила у Београд, а остали примерци су растурани партијским организацијама у Избишту, Вршцу, Белој Цркви и околини, као и организацијама у северном Банату.

### Хапшење и робија
Пренос илегалног листа „Лењинист” из Избишта у Вршац ишао је преко Жарковог оца Живе, који се са остатком породице 1930. године преселио у Вршац. Он је почетком априла боравио у Избишту, где је посетио болесну мајку, а када је 4. априла пошао назад у Вршац, Жарко му је у пакет са прљавим вешом убацио око 50 примерака „Лењиниста”. Током пута он је заспао и приликом изласка из воза је заборавио пакет. Један железничар је пронашао пакет и однео га шефу станице, који је по отварању пакета и проналаску илегалног материјала одмах обавестио полицију. Када се Жарков отац вратио по пакет био је ухапшен. Полиција је тада одмах упутила групу агената у Избиште, где су током детаљног претреса Жарковог стана открили партијску технику, као и мноштво илегалног и другог компромитујућег материјала.
У тренутку претреса његовог стана, Жарко се налазио на путу за Белу Цркву, где је требало да учествује на Скупштини Удружења југословенског учитељства за срез Бела Црква. У току пута, код села Потпорањ, Жарко је од једног колеге сазнао да му је отац ухапшен. Одмах је напустио воз и кренуо у Избиште, у нади да ће стићи пре полиције и успети да сакрије партијску технику и илегални материјал. Полицијски агенти су му заседу и био је ухапшен по доласку у Избиште, 6. априла 1933. године. Истог дана, полиција је на основу дојава доушника ухапсила и већу групу од око 60 људи, за које је претпостављала да су Жаркови сарадници. Међу ухапшенима је био и Жарков пријатељ адвокат Славко Срдановић из Вршца. Сви ухапшени су одведени у Белу Цркву и предати истражном Среском суду.
Пред Државни суд за заштиту државе у Београду била су изведена, поред првооптуженог Зрењанина, још двојица ухапшених — Бранко Овчаров и Жива Зрењанин. Суђено им је 11. и 12. јула 1933. године. Жарко је био осуђен на три године робије, пет година губитка грађанских права и губитак државне службе; Бранко је био осуђен на годину дана затвора и три године губитка грађанских права, док је Жива Зрењанин био ослобођен оптужбе.
Након пресуде, био је упућен на издржавање затворске казне у затвор у Сремској Митровици. Према тадашњим затворским правилима, као нови осуђеник прва три месеца је провео у самици. Тек у октобру, дошао је у контакт са осталим политичким затвореницима — комунистима у Сремској Митровици, међу којима су тада били — Моша Пијаде, Иван Милутиновић, Павле Пап Шиља, Отокар Кершовани, Огњен Прица, Јован Веселинов и др. Ово је био период у коме су политички затвореници, највећим делом ухапшени након увођења Шестојануарске диктатуре, отпочињали борбу за боље услове у затвору. Не дуго после Жарковог преласка из самице у групну собу, 19. октобра 1933. године отпочео је штрајк глађу 177 политичких затвореника. Жарко је у овом штрајку издржао најдуже — чак 14 дана и био је последњи пребачен у болницу. После овог штрајка, већ у марту 1934. године Жарко је учествовао у демонстрацијама 262 политичка затвореника. Заједно са групом „незгоднијих” политичких осуђеника, крајем јуна је био пребачен у затвор у Лепоглави, код Вараждина.
Након годину дана тамновања у Лепоглави, јуна 1935. године управа овог затвора је одлучила да политичке затворенике подели у две групе и да један део пребаци у стару зграду, док би други део остао у новој згради. Политички осуђеници су се одмах успротивили оваквој одлуци, па су 22. и 23. јуна одржали протестни штрајк глађу. Августа исте године, у групи од 50 политичких затвореника је био премештен у затвор у Сремској Митровици, где је остао до краја издржавања затворске казне, априла 1936. године. Заједно са другим комунистима, током робије активно је радио на свом марксистичком образовању, завршавајући идеолошке курсеве, које су били организовали старији комунисти. Касније и сам организовао и водио ниже партијске курсеве за политичке затворенике, који су били осуђени на краће временске казне. Такође је радио и на свом личном усавршавању, обнављајући знање немачког, мађарског и турског језика и учећи руски језик. Поред превођења неколико књига са мађарског језика, превео је и са руског језика књигу „Узорана ледина” Михаила Шолохова. Заједно са Јованом Веселиновим, радио је на анализи организационог стања КПЈ у Војводини.

### Револуционарни рад

#### 1936—1938
После издржавања трогодишње казне, Жарко је из затвора пуштен 6. априла 1936. године. За место боравка тада му је одређено његово родно место — Избиште. Пошто су мештани јако ценили Жарка, као учитеља и просветитеља, одмах по сазнању да се вратио почели су да долазе његовој кући да га поздраве, а организовали су и прославу на којој је била изведена представа ”Јазавац пред судом”. Властима се није допао однос мештана према Жарку, па су му убрзо по доласку за ново место пребивалишта одредили Вршац, где је живео у кући својих родитеља.
По доласку у Вршац, Жарко се повезао са месном организацијом КПЈ и наставио са партијским радом. Такође је одржавао и везе са комунистима из Београда. Већ у јулу 1936. године поново је био изабран за секретара Окружног комитета КПЈ за јужни Банат. У септембру је на Вршачком брегу организовао састанак водећих личности КПЈ у Војводини, на коме је био кооптиран у чланство Покрајинског комитета КПЈ за Војводину. Његова политичка активност, убрзо је прекинута новим хапшењем 23. новембра. Жарко је под оптужбом да шири комунистичке идеје био ухапшен у великој акцији полиције, која је почела хапшењем Лазара Миланкова, секретара ПК КПЈ за Војводину, у чијој је кући у Елемиру нађена архива Покрајинског комитета. Тада је било ухапшено око 120 људи из читаве Војводине, од чега је њих највише било из Кумана, Меленаца и Бечеја.
У притвору у градске полиције у Петровграду, остао је све до јануара 1937. године. Заједно са још 55 ухапшених комуниста, тада је био предат Државном суду за заштиту државе и пребачен у Београд, у истражни затвор на Ади Циганлији. Заједно са Жарком, тада су били затворени и Лазар Миланков, Марко Перовић, Дејан Бранков, Руди Корнауер, Славко Мунћан и др. Упркос разним мучењима у току истраге Жарко је одбијао све оптужбе. На суђењу, одржаном 2. јуна, Суд за заштиту државе је осудио 40 ухапшених, док је њих 16, међу којима се налазио и Жарко, било ослобођено.
По поновном изласку из затвора, Жарко још интензивније наставља са партијским радом, с обзиром да је био похапшен и осуђен велики део руководећих личности КПЈ у Војводини, чиме је Покрајински комитет престао да функционише. У периоду од јула до септембра 1937. године радио је на сређивању стања у партијским организацијама, након полицијске провале. Формирао је нова партијска руководства у Вршцу, Белој Цркви, Панчеву, Петровграду, Меленцима, Куману и др. Децембра 1937. године био је ухапшен у Београду, заједно са Павлом Папом. Полиција је у Суботици успела да открије Жарково писмо у коме се налазило обавештење Павлу о заказаном састанку у Београду. У београдском затвору „Главњача”, обојица су били страховито мучени. Упркос свим злостављањима, Жарко иследницима није хтео признати да је он аутор писма. Услед недостатка доказа, након месец дана истраге, обојица су била пуштена на слободу.
У току 1938. године, Жарко је наставио са радом на обнављању и јачању партијских организација КПЈ у Војводини. Посебно се био ангажовао и на афирмацији Странке радног народа, коју је КПЈ основала с циљем да преко ње легално спроводи политику „народног фронта”. На основу знања стеченог на идеолошко-политичким курсевима, које је похађао током боравка у затвору, написао је неколико политичких реферата — Диктатура пролетеријата, Сељачко питање, Национално питање, О Партији, Пролетерска револуција, О Народном фронту, О могућностима изградње социјализма у једној земљи и др. Поред реферата, са руског језика је превео књигу Аграрна политика немачког фашизма од Сегала. Све ове реферате умножавао је у илегалној партијској техници, коју је још 1936. године организовао у Вршцу. У овом послу посебно су му помагали Дејан Бранков, Јелисавета и Браца Петров, као и његова сестра Анђа и зет Чеда. Један од главних пунктова за размену партијског материјала била је радња Жарковог оца Живе Зрењанина у Вршцу. Реферати које је писао посебно су му значили, јер их је користио као материјале који су проучавани на партијским и скојевским идеолошко-политичким курсевима, које је организовао.
Крајем 1938. године у Новом Саду Жарко је одржао састанак на коме је било изабрано привремено партијско руководство у Војводини. Поред Жарка, који је био изабран за секретара, ово привремено руководство сачињавали су — Јусуф Тулић, Тоза Марковић, Стеван Дејанов и Паја Адамов. На овом састанку је такође донета одлука да се из партијских организација искључе чланови, који су били окарактерисани као колебљивци и фракционаши, али и присталице смењеног Петка Милетића. Преко своје земљакиње Анђе Ранковић, Жарко се повезао са њеним супругом Александром Ранковићем, односно са новим руководством КПЈ на чијем се челу налазио Јосип Броз Тито. Такође Жарко је одржавао и везе са још једним чланом ЦК КПЈ — Иваном Милутиновићем, кога је познавао са робије.

#### 1939
Централни комитет КПЈ је убрзо потврдио избор привременог ПК КПЈ за Војводину, па је фебруара 1939. године Жарко је у Вршцу организовао Пету покрајинску конференцију КПЈ за Војводину, на којој је привремено руководство постало званично и на којој је био изабран за политичког секретара ПК КПЈ за Војводину. Овој Конференцији присуствовало је седам делегата — Радивој Ћирпанов и Јусуф Тулић из Новог Сада, Милан Адамов из Меленаца, Иван Вијоглавин из Кумана, Тоза Марковић из Петровграда и један делегат Мађар из Суботице. За секретаре Окружних комитета у Војводини тада су били именовани: Тоза Марковић — ОК КПЈ за северни Банат, Славко Мунћан — ОК КПЈ за јужни Банат, Отмар Мајер — ОК КПЈ за северну Бачку, Бранко Бајић ОК КПЈ за — јужну Бачку и Аћим Груловић — ОК КПЈ за Срем. Поред њих Жарко је тада сарађивао и са Соњом Маринковић и Стевицом Јовановићем, који ће касније бити укључени и Покрајински комитет. Истовремено је радио и на обнављању организације Савеза комунистичке омладине Југославије (СКОЈ) у Војводини, чије је руководство било распуштено још 1936. године одлуком Милана Горкића. Фебруара 1940. организована је Четврта покрајинска конференција СКОЈ-а за Војводину на којој је обновљено руководство ове организације, а у овом послу су му највише помагали Браца Петров и Ђорђе Зличић Цига, који су били изабрани за руководиоце ове организације.
Активност КПЈ у Војводини је нагло расла тих година. На парламентарним изборима одржаним 11. децембра 1938. године, Странка радног народа, преко које је КПЈ легално деловала, упркос честим полицијским забранама окупљања, остварила је добре резултате у Новом Бечеју, Бачкој Тополи, Вршцу и Шиду. У Вршачком срезу, где је Жарко непосредно руководио предизборним активностима, кандидат је био Јоца Радивојевић, штампарски радник и освојио је око 1.500 гласова. Године 1939. одржани су општински избори, на којима је КПЈ, поново преко Странке радног народа успела да добије општинске управе у Куманима, Меленцима, Арадацу, Ченти и Маргити. Марта 1939. у Вршцу је организовао масовне антифашистичке демонстрације против „Минхенског споразума” и окупације Чехословачке од стране Трећег рајха.
Јуна 1939, заједно са Јусуфом Тулићем и Радивојем Ћирпановим, учествовао је на саветовању руководећег актива КПЈ у Тацну, испод Шмарне Горе. На овом саветовању разрађени су предстојећи партијски задаци у ситуацији све очигледније фашистичке агресије. Поред рада на обиласцима партијских организација по Војводини, наставио је и да одржава контакте са учитељским удружењима. Држао је на „вези” групу учитеља окупљених око листа „Учитељска стража”, као и Вељка Дугошевића и Милисава Мијушковића, председника Учитељског културно-просветног друштва „Вук Караџић”.
У лето 1939. године, Жарко се венчао са омладинком Јелисаветом Бебом Петров (1919—1942), сестром његовог сарадника Браце Петрова. Они се нису званично венчали у општини или цркви, већ су свој брак „озваничили” пред партијском организацијом. Јелисавета је погинула 6. марта 1942. године, заједно са братом, када је полиција открила њихово илегално склониште на периферији Панчева. Поред њих, у Народноослободилачком рату су страдале и њихова сестра Даница, као и Брацина жена Олга Петров, која је проглашена за народног хероја.
Септембра 1939. године, комуниста Бора Микин је био позван у резервни састав Четвртог коњичког пука у Вршцу. Током боравка у резерви, одржавао је везу са партијском организацијом и међу војнике доносио и делио комунистичке летке. Убрзо је био откривен и ухапшен, а полиција је одмах потом, 28. септембра извршила претрес Жарковог стана. Иако у стану није био пронађен никакав партијски материјал он је био ухапшен. Заједно са још четворицом осумњичених, после десетак дана проведених у притвору, био је изведен пред Војни суд. Услед недостатка доказа Жарко и друга двојица су били ослобођени, а Микин и Драгољуб Жарков су били осуђени на годину дана затвора.
Иницијативни одбор Странке радног народа за Војводину, чији је Жарко био члан, децембра 1939. године је донео „Платформу” у којој су утврђени основни политички задаци Странке и истакнуто да — „Војводина треба да буде равноправна јединица у будућем државном преуређењу са осталим покрајинама”, односно да „Војводина буде аутономна јединица с обзиром на своју посебну економску, социјалну и националну структуру и посебну историјску и националну традицију”.

#### 1940—1941
На прославама Празника рада, 1. маја 1940. године, широм Војводине био је растуран Првомајски проглас Централног комитета КПЈ. Полиција у Петровграду је код радника Милоша Јовановића пронашла овај летак и одмах је покренула опсежну акцију и ухапсила 21 особу, за коју је сумњала да су организатори и ученици у штампању и растурању ових летака — били су то углавном људи који су раније хапшени или осуђивани као комунисти. Због „ширења комунистичке пропаганде” Жарко је био ухапшен 4. маја и пребачен у Петровград у Предстојништво градске полиције. Поред Жарка, главни осумњичени су били — Коча Коларов и Стевица Јовановић, који су такође били ухапшени, као и Тоза Марковић, који се налазио у бекству. После неколико дана неуспешног ислеђивања, „главни организатори комунистичке пропаганде” — Жарко, Коча и Стевица су 12. маја били пребачени у Београд и предати агентима Четвртог „антикомунистичког” одсека Управе града Београда. У злогласној београдској „Главњачи”, били су пребијани и мучени, али упркос свему они су одбијали сваку везу са пронађеним лецима. Пошто ни београдска полиција није успела да од њих извуче било какво признање, били су пребачени у затвор Окружног суда у Петровграду, коме је Државни суд за заштиту државе уступио овај предмет.
У истражном затвору Окружног суда у Петровграду, Жарко је успео да организује и покрене опсежну акцију за ослобођење ухапшених. Пошто је познавао истражног судију Крунослава Бећаревића, који је водио њихов предмет, али и био симпатизер комуниста (а касније и члан КПЈ), било му је омогућено да се са осталим осумњиченима договори око припреме одбране. Како бих побољшао услове боравка у затвору, поучен својим претходним затворским искуством, организовао је штрајк глађу тражећи да се сви осумњичени из самица пребаце у групну собу. Пошто се вест о овом штрајку проширила по граду и околини, радници фабрике тепиха у Петровграду су ступили у штрајк солидарности. Након четири дана штрајка, испуњен им је главни захтев и сви осумњичени су пребачени у две групне собе (једина жена међу ухапшенима била је Ружа Шулман и она је била пребачена у женско одељење). Пошто су били обезбеђени бољи услови за осумњичене, по налогу КПЈ, истражном судији се у јулу предао и Тоза Марковић, који је био у бекству.
Тужилаштво је намерно одлагало почетак процеса, како би осумњичени што дуже били у притвору, јер су били свесни да ће оптужница пасти на суду. Суђење је почело тек 3. августа, три месеца након хапшења. Осумњичене комунисте је бранило девет адвоката, а на челу одбране је био др Душан Братић, познати петровградски адвокат, као и двојица чланова КПЈ — Бранко Бајић из Новог Сада и Слободан Малетић из Сремске Митровице. Већ 7. августа, суђење је било прекинуто услед захтева одбране за изузеће једног судије, који је био повезан са полицијом. Настављено је тек почетком септембра.
Током боравка у затвору, Жарко је наставио са револуционарном активношћу. Предлагао је и планирао акције, које су извршавали другови који су били на слободи. На његову иницијативу, од 15. јула до 10. августа на Тестери, на Фрушкој гори је било организовано омладинско камповање, на коме су чланови СКОЈ-а проучавали основе марксизма-лењинизма. Био је ово први масовнији омладински партијско-идеолошки курс, кога је похађало око 120 учесника. Почетком септембра, одржана је у Сремској Каменици Шеста покрајинска конференција КПЈ за Војводину, коју је у Жарковом одсуству организовао Јусуф Тулић. У присуству члана ЦК КПЈ Ивана Милутиновића на Конференцији је изабран нов Покрајински комитет, као и делегати за Пету земаљску конференцију КПЈ. Знајући да ће Жарко ускоро бити ослобођен, био је поново изабран за политичког секретара ПК КПЈ и за делегата за Пету конференцију КПЈ. Такође, у току септембра Жарко је дао иницијативу и тезе за „Проглас пријатеља Совјетског Савеза”. Овај проглас, у коме је осудио Владу Цветковић—Мачек због њене издајничке политике и позвао на стварање народне владе која ће се ослањати на Совјетски Савез , био је штампан поред српског и на језицима свих националних мањина у Војводини.
После скоро месец дана, суђење је настављено 2. септембра. Плашећи се реакција јавности у Петровграду, која се веома заинтересовала за овај процес, државни тужилац је тражио да се процес прогласи тајним, јер се међу осумњиченима налазило и троје старијих малолетника. Пошто је овај предлог био одбијен суђење је одржавано у препуној великој сали на другом спрату зграде Окружног суда. Овај процес Жарко је успео да преокрене у своју корист па је уместо одбране — он оптуживао полицију за тортуру над осумњиченима, а такође је и изнео неке политичке ставове, а посебно о антифашизму. После неколико претреса, суђење је било завршено, али се на пресуду чекало скоро месец дана, па је она донета тек 3. октобра. Од 21 отуженог њих 18 је било ослобођено, док су само тројица осуђена — Живко Јованов на три, Урош Марков на четири и Тоза Марковић на пет месеци затвора. Пошто су прва двојица казну већ одслужила током боравка у притвору, са осталим ухапшеницима су били пуштени на слободу, док је Тоза Марковић, у затвору остао до средине децембра. Вест о овом процесу и Жарковом држању пренела је и Радио Москва.
Убрзо по изласку на слободу, Жарко је са још шест делегата ПК КПЈ за Војводину, отпутовао у Загреб, где је од 19. до 23. октобра присуствовао Петој земаљској конференцији КПЈ. Активно је учествовао у раду ове Конференције подносећи исцрпан извештај о партијском раду у Војводини у периоду од 1936. до 1940. године. На крају Конференције било је изабрано ново руководство КПЈ — Централни комитет и Политбиро, на челу са генералним секретаром Јосипом Брозом Титом. Жарко је тада био изабран за члана новог Централног комитета Комунистичке партије Југославије (ЦК КПЈ).
Убрзо након Пете конференције КПЈ, на којој је указано на опасност од фашизма, Тројном пакту су се крајем новембра прикључиле Краљевина Мађарска и Краљевина Румунија, чиме је створена још већа опасност од фашизма у Југославији, а посебно у Војводини, где је тада била бројна немачка национална мањина. У таквим условима Жарко, у децембру 1940. године покреће и уређује илегални партијски лист „Истина”, који је био орган Покрајинског комитета КПЈ за Војводину. За први број овог листа написао је чланке — Двадесеттрећа годишњица социјалистичке октобарске револуције, За савез радника и сељака, Национално питање у Војводини и др. Јануара 1941. године покреће лист који је био гласило радног народа Војводине. Овај лист излазио је на српском — „Трудбеник” и на мађарском језику — „A dolgozó” (Радник). У овом листу је објавио чланке — Тражимо наслон на СССР и Национално-ослободилачка борба Мађарске. Ови листови штампани су у новој техници ПК КПЈ за Војводину у Новом Саду.
Почетком 1941. године, Централни комитет КПЈ је у Загребу организовао идеолошко-политички курс за највише руководиоце КПЈ, који је похађао и Жарко Зрењанин. У току фебруара, полиција у Новом Саду је успела да открије илегалну штампарију ПК КПЈ за Војводину и ухапси неколико чланова КПЈ. Поучен искуством последњег хапшења, где је више месеци провео у притвору и дуго чекао на суђење и пресуду, Жарко је одлучио да оде у Београд, где је боравио илегално. Како би избегли могуће хапшење, заједно са њим дошли су и његови најближи сарадници — Тоза Марковић и Браца Петров. Да би заварали полицију и довели је у заблуду да је у Новом Саду открила технику ПК КПЈ за Војводину, организовали су у Београду у техници ЦК КПЈ штампање летака са потписом ПК КПЈ за Војводину. Организација растурање ових летака по Војводини била је поверена Ђури Јовановићу, брату Стевице Јовановића.

### Народноослободилачка борба

#### 1941.
Истог дана када је Влада Цветковић—Мачек потписала приступање Краљевине Југославије Тројном пакту, 25. марта 1941. године Жарко је у Београду организовао заједнички састанак Покрајинског комитета КПЈ и Покрајинског комитета СКОЈ-а за Војводину, на коме је саопштио да се враћа на терен јужног Баната. Већ током сутрашњег дана је обишао партијске организације у Панчеву и Вршцу, али се на вест о војном пучу, 27. марта вратио у Београд. Одмах по повратку, одржао је на Врачару састанак са групом војвођанских комуниста који су тада били у Београду — Тоза Марковић, Браца Петров, Гордана Ивачковић, Бошко и Вера Вребалов и др. На овом састанку је донета одлука да се сви они врате у Војводину, а такође и да се сви студенти из Војводине, који су били чланови КПЈ врате у своја места становања. Два дана касније, 29. марта, на Чукарици је учествовао на саветовању Покрајинског комитета КПЈ за Србију, на коме је присуствовао и генерални секретар КПЈ Јосип Броз Тито.
Напад Сила осовине на Југославију, 6. априла 1941. године затекао га је у Београду, где је преживео разорно бомбардовање немачког Луфтвафеа. Истог дана, заједно са неким члановима ЦК КПЈ и ПК КПЈ за Србију, који су се такође затекли у Београду, као и мноштвом других Београђана напушта Београд и одлази пут Космаја. У селу Малој Врбици, код Младеновца остао је до 10. априла када се вратио у Београд, а убрзо потом прелази у окупирани Банат. По доласку у Вршац затиче новонасталу ситуацију у окупираној Војводини. Обилазио је партијске организације и покренуо акцију прикупљања оружја и муниције, која је заостала након капитулације Југословенске војске.
Почетком маја отишао је у Загреб, где је 4. маја учествовао на Мајском саветовању Централног комитета КПЈ. На овом саветовању извршена је анализа стања у појединим окупираним областима Југославије и утврђени политички, организациони и војни задаци на припреми чланова и симпатизера КПЈ за борбу против фашистичког окупатора. У повратку из Загреба, Зрењанин је свратио у Сремску Митровицу, где је одржао састанак са Окружним комитетом КПЈ за Срем. На овом састанку је између осталог разговарано и о припреми организације за бекство робијаша-комуниста из затвора у Сремској Митровици.
Половином маја у Великом Бечкереку одржава састанак Секретаријата ПК КПЈ за Војводину на коме их упознаје са радом и закључцима Мајског саветовања. Половином маја у Великом Бечкереку одржава састанак Секретаријата ПК КПЈ за Војводину на коме их упознаје са радом и закључцима Мајског саветовања. Од самог почетка окупације Војводине, окупаторске власти су настојале да поремете националне односе. Ово је посебно чињено фаворизацијом немачке националне мањине тзв „фолксдојчера”, а посебно у Банату који се налазио под директном управом Трећег рајха. Многи Немци из Баната, углавном чланови „Културбунда” постајали су руководиоци у новоорганизованој параполицијској служби „Дојче Маншафт” и терорисали су своје дојучерашње комшије. Почетком јуна у име ПК КПЈ за Војводину издао је проглас Народима Војводине, у коме их је позвао на чвршће јединство, на савез радника и сељака и свих народа и народности у заједничкој борби против окупатора и угњетача. Овај проглас је поред српског, штампан и на другим језицима народа Војводине.
Крајем јуна поново одлази у Београд, где га 22. јуна затиче вест о нападу на Совјетски Савез. Истог дана је напустио Београд и прешао у Панчево, а одатле у Велики Бечкерек. Заједно са њим из Београда је пошао и Ратко Митровић Шиља, члан ЦК СКОЈ-а који је од стране ЦК КПЈ био одређен за партијског инструктора у Војводини. На салашу Жарка Туринског, одржан је 23. јуна састанак Покрајинског комитета КПЈ за Војводину на коме су пренете одлуке Политбироа ЦК КПЈ о покретању оружаног устанка и формиран је Штаб Народноослободилачких партизанских одреда Војводине, у саставу — Данило Грујић, командант, Тоза Марковић, политички комесар и Жарко Турински, члан. На овом састанку Жарко је поједине чланове ПК КПЈ распоредио у поједине области како би тамо радили на организовању устанка — Иван Вијоглавин и Гордана Ивачковић су послати у Бачку да помогну Радивоју Ћирпанову, а Стевица Јовановић је био упућен у јужни Банат да помогне Славку Мунћану. Такође, Жарко је на овом састанку члановима ПК КПЈ предочио — борба ће бити тешка и крвава и има мало вероватноће да било ко од нас преживи. То се и догодило јер је крај рата доживело само двоје чланова ПК КПЈ за Војводину — Аћим Груловић, који се током рата налазио у Срему и Гордана Ивачковић, која је била у затвору у Мађарској, док су сви остали који су били у Бачкој и Банату погинули.
Све до августа 1941. године Жарко и чланови Секретаријата ПК КПЈ за Војводину илегално су боравили у Ботошу, код Великог Бечкерека одакле су руководили Народноослободилачким покретом у Војводини. Само у току припрема оружане борбе, од априла до јуна 1941. године број чланова КПЈ у Војводини је са 900 порастао на 1.200, док је чланство СКОЈ-а нарасло на близу 3.000 чланова. Војним припремама је у 110 места Војводине било обухваћено преко 7.000 људи, а били су организовани и курсеви прве помоћи. Током јула и августа формирани су први партизански одреди у Банату и покренуте прве акције против окупатора.
Упоредо са првим акцијама, кренуле су и прве одмазде окупатора, као и прва страдања Жаркових сарадника. Најпре су 26. јула, након акције паљења жита на једном салашу стрељани Коча Коларов и Ружа Шулман, заједно са још тројицом сарадника. Потом је 31. јула на Багљашу, код Великог Бечкерека стрељано 90 родољуба, међу којима Соња Маринковић чланица ПК КПЈ за Војводину, Миша Предић повереник ЦК СКОЈ-а и Рудолф Корнауер Немац из Вршца и Жарков пријатељ. Соња је била половином јула упућена задатком у Београд, али је била ухапшена у Панчеву, 14. јула. Не знајући да је Соња ухапшена, Жарко је према ранијем договору отишао ка кући њеног оца Ђорђа у Великом Бечкереку, надајући да се Соња вратила, али је пре уласка у кућу успео да примети полицијску заседу и да се склони. Почетком августа у сукобу са полицијом на улицама Великог Бечкерeка погинуо је Богдан Теодосин, секретар МК КПЈ за Петровград, а почетком септембра на исти начин на улицама Вршца Славко Мунћан, секретар ОК КПЈ за јужни Банат.
Током августа Секретаријат ПК КПЈ за Војводину је илегално боравио у Арадацу. Како су акција и саботаже партизанских одреда биле све чешће, окупационе власти су покренуле опсежне акције. Немачки војни командант у Србији генерал Хајнрих Данкелман је донео одлуку да се одмах почне са жетвом и сечом кукуруза јер су у недостатку шума кукурузна поља била партизанска скровишта. ПК КПЈ је био приморан да донесе одлуку да се партизански одреди из Баната пребаце на територију Бачке и Срема, како би тамо презимили. Ово пребацивање је требало да се изврши почетком октобра, али га је окупатор осујетио запоседањем свих прелаза преко Тисе. Жарко и Тоза Марковић су се средином септембра пребацили из Баната у Бачку, како би се повезали са тамошњим руководиоцима НОП-а.
Почетком октобра 1941. године мађарска полиција је успела да ухапси Гордану Ивачковић, члана Бироа ПК КПЈ и она се пред полицијским иследницима лоше држала и постала издајник. На већ раније заказани састанак са Жарком Зрењанином, Тозом Марковићем и Радивојем Ћирпановим, 5. октобра 1941. године у улици Краљевића Марка у Новом Саду повела је полицијске агенте који су направили заседу. У заседу је први упао Радивој Ћирпанов, који је увидевши да је у заседи пружио отпор, али је убрзо погинуо. Жарко и Тоза, су били у непосредној близини када су чули пуцњаву. Претпостављајући да је у питању заседа, почели су да се удаљавају, али је један жандар покушао да их заустави. Жарко је успео да убије тог жандарма, али је у сукобу са њим био лакше рањен. Након овог догађаја одлазе у илегалну базу на Клиси, али схватајући да је Гордана Ивачковић издајник, одлучују да напусте Нови Сад, јер је она знала доста илегалних места по граду. Одлазе најпре у Ченеј, па одатле у Римске Шанчеве, а одатле у Госпођинце и на крају у Чуруг.
Почетком новембра 1941. године у Ђурђеву, код Жабља са Тозом Марковићем, Стеваном Дивниним и Ђорђем Зличићем, Жарко одржава састанак на коме детаљно анализирају ситуацију и стање НОП-а у Бачкој и Банату. Након тога разрађују план за даље деловање на обнови и јачању Народноослободилачког покрета и раздељују терене. Договорено је да Жарко пређе у Банат, а да Тоза Марковић остане у Бачкој. Уз помоћ Живе Остојића, Жарко се 3. новембра пребацио преко Тисе у Банат и дошао у Тараш, код Великог Бечкерека.
Јесен 1941. и зима 1941/42. године били су изузетно тешки за Народноослободилачки покрет у Банату и Бачкој. Широм Баната су излепљени плакати-потернице за Жарком Зрењанином, а део његове породице — отац, мајка и сестре Анђа и Вера су затворени од окупатора. Главни полицајац Баната злогласни Јурај Шпилер нуди ухапшеницима велику новчану награду уколико открију где се налази „црвени генерал” како су окупационе власти назвале Жарка. Свуда су претреси и хапшења сумњивих. Упркос свим тешкоћама, Жарко после краћег боравка у Мужљи, код једног Мађара, одлази у Елемир, где се повезује са Жарком Туринским, кога именује за секретара Окружног комитета КПЈ за северни Банат. После партијског саветовања, које су одржали, заједно обилазе неколико места северног Баната, а средином децембра одлазе у Кумане. У овом месту су биле припремљене „базе за зимски боравак” партизанских бораца, који нису успели да се пребаце у Срем. Жарко овде врши реорганизацију партијских организација и поново формира Окружни комитет КПЈ за северни Банат, а у њега поред Жарка Туринског укључује Бору Микина, Максу Ковачева, Љубицу Одаџић и Ђуру Ђорђевића.

#### 1942.
Крајем децембра 1941. године Жарко одлази у Панчево, на заказани састанак са Стевицом Јовановићем, који је после погибије Славка Мунћана преузео дужност секретара ОК КПЈ за јужни Банат. Жарко долази у Панчево 28. децембра, не знајући да је Стевица свега пар дана раније 25. децембра погинуо приликом хапшења. Приближавајући се кући у којој је Стевица боравио, успева да увиди полицијску заседу и да је избегне. Убрзо потом уз помоћ Браце Петрова ради на обнављању Окружног комитета КПЈ за јужни Банат, а њега именује за секретара. Потом почетком јануара 1942. године прелази у Алибунар, где у кући породице Живојинов остаје илегално све до краја фебруара. Током боравка у Алибунару радио је на сређивању стања у партијским организацијама у јужном Банату и покушају да консолидује ослободилачки покрет, што је резултирало стварањем Делиблатског партизанског одреда у Делиблатској пешчари, марта 1942. године. Дужности око организације овог Одреда преузео је Дејан Бранков, који је био и секретар ОК КПЈ за јужни Банат, али је он октобра 1942. године погинуо на југословенско-румунској граници.
Све до половине јуна, Жарко је боравио у илегалној бази у кући Валеријана Бољанца у Долову. Ова специјална база била је изграђена у шупи у дворишту, а изнад ње је била постављена велика вага. Кућа у којој је боравио, неколико пута је била претресана од стране окупатора, али база није пронађена и она је остала неоткривена све до краја рата. У истом периоду, Жарко је са Страхињом Стефановићем, новим секретаром ОК КПЈ обилазио места јужног Баната и краће боравио у Фаркаждину, Самошу, Иланџи, Идвору, Банатском Новом Селу и Баваништу. Састајао се са организацијама и појединцима и помагао на стварању организација НОП-а. Половином јуна, са Страхињом Стефановићем одлази у атар родног села Избишта, код Вршца. Ту је у току августа организовао идеолошко-политички курс, који је похађала група чланова Окружног комитета КПЈ за јужни Банат.
Након погибије Стевице Јовановића, децембра 1941. године у Панчеву прекинута је веза између организације у Банату са Београдом, односно са Покрајинским комитетом КПЈ за Србију, а преко њега и са Централним комитетом КПЈ. Покушај обнове веза између пункта у Београду, којим је руководио Ђура Јовановић, Стевицин брат, и партијске организације у Банату покушаван је неколико пута током 1942. године али безуспешно. Претпостављајући да је Жарко Зрењанин доживео исту судбину, као и већина чланова Покрајинског комитета КПЈ за Војводину, марта 1942. године ПК КПЈ за Србију извештава Централни комитет КПЈ да је Жарко Зрењанин највероватније погинуо. За судбину Жарка Зрењанина интересовали су се и Иво Лола Рибар и Едвард Кардељ, који су у ЦК КПЈ били задужени за организовање НОП-а на неослобођеним територијама.
Везу са Жарком Зрењанином покушавао је од маја 1942. године да ухвати и Јован Веселинов, секретар Окружног комитета КПЈ за Срем, који се налазио у селу Сурдуку, у Срему. Он је у Банат слао курире, који су у другој половини септембра успели да у јужном Банату ухвате везу са Жарком. Курир Тоша Јовановић је успео да пронађе Жарка и он је 24. септембра преко њега упутио исцрпан извештај о стању у Војводини и Банату за ПК КПЈ за Србију и ЦК КПЈ. Током октобра Жарко размењује неколико писама са ПК КПЈ за Србију и ОК КПЈ за Срем, у коме га они позивају да што пре пређе на ослобођену територију Срема, где постоје бољи услови за организовање ослободилачке борбе, али Жарко првобитно то одбија јер је имао намеру да у јужном Банату организује још један идеолошко-политички курс. Крајем октобра, Жарко добија писмо од ЦК КПЈ, у коме га Јосип Броз Тито позива да дође у Босну и да као делегат Војводине у ослобођеном Бихаћу присуствује Првом заседању Антифашистичког већа народног ослобођења Југославије (АВНОЈ), које је било заказано за 26. новембар.

### Погибија
Крајем октобра 1942. године, по пријему позива да крене пут Босне до Врховног штаба и ЦК КПЈ, Жарко Зрењанин је заједно са Страхињом Стефановићем дошао у родно село Избиште, одакле се пребацио у село Павлиш, код Вршца, у кућу Славка Никина. Да би обезбедио средства за пут, одлучио се да преко курира позове професорку књижевности Загорку Загу Рокнић-Крагић, супругу свог пријатеља и члана КПЈ Васе Рокнића, који је био стрељан септембра 1941. године. По пријему вести, она је 3. новембра дошла у Павлиш и сусрела се са Жарком, који ју је замолио да му обезбеди новац и одело за пут. По повратку у Вршац Зага је о сусрету са Зрењанином обавестила свога брата, од ког је добила савет да одмах о овоме обавести команданта Банатске државне страже у Вршцу капетана Оскара Лангера, што она и чини. Због издаје Зорка Рокнић—Крагић (1914—1944), је била стрељана након ослобођења, 24. децембра 1944. године. Пошто је стрељана без суђења, рехабилитована је 2016. године.
По пријему вести да се у Павлишу налази најпознатији Банатски бегунац — „црвени генерал” Жарко Зрењанин, капетан Лангер је одмах обавестио команданта Банатске државне страже, генерала Франца Рајта. Исте вечери у Вршац је из Великог Бечкерека дошао командант јавне безбедности за Банат, Јурај Шпилер, са својом ударном групом агената и одмах се сусрео са Загом Крагић. Недуго потом, у Вршац је стигао и генерал Рајт са вођом окружне полицијске постаје, капетаном Вернером Беренсом, а дошли су и руководиоци Гестапоа, Штетецер и Памер. Током читаве ноћи, они су разрађивали план акције, а генерал Рајт је захтевао да жели да ухвати живог „црвеног генерала”. Како би што боље осигурали план акције, одлучили су да формирају троструки обруч — први око читавог села, други око кварта у коме се налазила кућа и трећи око саме куће Никина, у којој се налазио Зрењанин. Због опсежног плана акције, била је ангажована и једна јединица из састава Седме СС дивизије „Принц Еуген”, као и знатне снаге Банатске државне страже, укупно чак 700 људи. Већ око 3 часа ујутру 4. новембра, село је било блокирано и чекало се на знак да акција почне.
Не очекујући ништа лоше, Жарко и Страхиња су читаву ноћ провели у разговору. Жарко је Страхињи дао последња упутства око даљег руковођења ослободилачком борбом у Банату. У зору 4. новембра 1942., очекивали су долазак Заге Крагнић, са оделом и новцем, као и долазак курира Станислава Ивкова, са којим је Жарко требало да пође у Срем, а одатле у Босну. Како се примицало време поласка, бивали су забринути што нема Заге и Станислава. Сам почетак акције почео је сасвим случајно — једна жена из комшилука, Вука Никић (1892—1942), кренула је из своје куће на њиву и на кућном прагу убио ју је. један од војника јер је помислио да се Жарко Зрењанин прерушио у жену, па ју је убио. Када су у кући чули пуцањ, схватили су да су опкољени. Како би поштедели своје домаћине Лепосаву Кнежевић и Славка Никина и остале укућане, одлучили су да агентима не пружају јак отпор, како не би убили некога од агената и тиме их навели да запале село. Одмах су отпочели цепање и паљење целокупне архиве, која се код њих налазила, а потом покушали да изађу из куће и побегну преко баште.
Одмах по изласку из куће, Жарка и Страхињу дочекао је митраљески рафал. Жарко је бацио бомбу у правцу из кога долазе пуцњи, те су потом покушали да крену ка башти, али су и одатле допирали митраљески рафали. Жарко је бацио још једну бомбу, али је тада покошен рафалима по грудима. Када је видео да је Жарко страдао, Страхиња се одлучио на самоубиство, како не би био заробљен. Узео је бомбу, ставио под себе и тако погинуо. Након погибије Жарка и Страхиње, полиција је, не знајући ко је све унутра, бацила неколико бомби на кућу, позвала све укућане да изађу и ухапсила их. Међу ухапшенима тог дана био је и курир Станислав Ниса Ивков, који је требало да буде Жарков пратилац. Он је био ухапшен на прилазима селу, али је касније пуштен јер је агенте убедио да је надничар, који је пошао послом у Павлиш. Полиција је Жарково и Страхињино тело ставила у камион и одвезла у Велики Бечкерек, где је извршена идентификација. Било је предлога да се Жарково тело обеси у центру града, како би заплашили народ, али се од тога одустало и наређено је да се њихова тела сахране у масовним гробницама на Багљашу.

## Зрењанин

### Народни херој Југославије
Октобра 1943, на предлог Главног штаба НОВ и ПО Војводине, Врховни штаб НОВ и ПОЈ донео је одлуку о проглашењу првих народних хероја из Војводине. Међу петоро одликованих — Соња Маринковић, Бошко Палковљевић Пинки, Јанко Чмелик, Радивој Ћирпанов и Станко Пауновић Вељко, није било имена Жарка Зрењанина, јер се са сигурношћу није знало да ли је жив или мртав. Да би се одржао борбени морал, неки припадници Народноослободилачког покрета (НОП) у Банату су протурали лажну вест да је Жарко жив и да је вест о његовој погибији лаж окупатора. Ову вест објавила је чак и Радио станица „Слободна Југославија”, па је уверење да је Жарко „можда жив” потрајало све до ослобођења Баната, октобра 1944. године.
У току 1944. године, Покрајински комитет КПЈ за Војводину је Централном комитету КПЈ два пута — у марту и новембру, упутио писмени предлог да се Жарко Зрењанин и Тоза Марковић прогласе за народне хероје. Одлуком Председништва АВНОЈ-а, а на предлог Врховног команданта НОВ и ПОЈ маршала Јосипа Броза Тита, као истакнути пионири народног устанка за херојска дела на бојном пољу и херојско држање пред непријатељем Жарко Зрењанин и Тоза Марковић су 5. децембра 1944, посмртно одликовани Орденом народног хероја.

### Сахрана
После ослобођења земље, уследила је потрага за посмртним остацима Жарка Зрењанина и Страхиње Стефановића. Поред породице, у потрагу су се укључили и комитети КПЈ у Вршцу и Петровграду. Убрзо се јавио Милош Јанков, који је са још једним човеком, од стране полиције био одређен да Жарково и Страхињино тело сахрани на Багљашу, у масовним гробницама. Они су тада одлучили да не испуне наређење полиције и да ради каснијег лакшег налажења, њихова тела сахране на једној ледини. После четири пуне године, место где су сахрањени се променило, па је уследила краћа потрага за тачном локацијом где су сахрањени. По жељи породице, Жарко је сахрањен у Вршцу. Пренос и сахрана његових посмртних остатака извршена је 2. октобра 1945. године. Уз присуство више хиљада људи из читаве Војводине, Жарко је сахрањен у центру Вршца, на тадашњем Лењиновом тргу (данас Светосавски трг) у такозваном Руском парку. Испред Комунистичке партије Југославије, од Жарка Зрењанина се опростио Јован Веселинов, секретар Покрајинског комитета КПЈ за Војводину и његов некадашњи друг са робије.

### Споменици и обележја
Градски Народни одбор Петровграда је 2. октобра 1946. године, на другу годишњицу ослобођења, донео одлуку да град Петровград понесе име овог револуционара — Зрењанин. Министарство унутрашњих послова НР Србије донело је 23. децембра 1946. године сагласност са одлуком о преименовању Петровграда у Зрењанин.
Основне школе у Избишту и Скореновцу, чији је некада био ђак, данас носе име Жарка Зрењанина. Такође, његово име носи још неколико основних школа у — Апатину, Зрењанину, Новом Саду, Кикинди, Качареву, Банатском Новом Селу (Панчево), Боки (Општина Сечањ), Госпођинцима (Општина Жабаљ), Надаљу (Општина Србобран), Обровцу (Општина Бачка Паланка), Великом Лаолу (Општина Петровац на Млави), као и основна и средња школа за образовање деце са сметњама у развоју у Суботици. Такође и гимназија у Врбасу носи његово име.
Његово име носила је и основна школа на Новом Београду, од 1954. до 2004. године. Учитељска школа у Сомбору је 1953. године, приликом обележавања 175. година постојања, понела име Жарка Зрењанина. Она је 1973. године прерасла у Учитељски факултет Универзитета у Новом Саду, а име Жарка Зрењанина је наставила да носи све до 1993. године. Одмах по ослобођењу Петровграда, данашњег Зрењанина, новембра 1944. године Жарково име је понела Градска народна библиотека.
Преко 100 улица на територији Србије, углавном у Војводини, носи име Жарка Зрењанина. Скоро сви већи градови у Војводини имају улицу Жарка Зрењанина — Апатин, Бачка Паланка, Бела Црква, Вршац, Инђија, Кикинда, Кула, Нови Сад, Панчево, Сомбор, Србобран, Суботица и др. Од већих градова у централној Србији улицу са његовим именом имају — Београд, Врање, Зајечар, Крагујевац, Краљево, Неготин, Ниш и Смедерево. Такође име Жарка Зрењанина носи и неколико улица на територији бивших југословенских република — у Подгорици и Никшићу (Црна Гора), у Болману, код Белог Манастира (Хрватска) и др.
Године 1970. одлуком Покрајинског секретаријата за заштиту споменика САП Војводине његова родна кућа у Избишту је проглашена за споменик културе од великог значаја. На кући је 1956. године постављена спомен-плоча. Такође на кући у Павлишу, где је страдао Жарко Зрењанин је постављена спомен-плоча.
На Тргу слободе у Зрењанину му је 1952. године подигнут споменик — висок 3 метра, рад вајара Радета Станковића. Овај споменик свечано је открио председник ФНРЈ Јосип Броз Тито приликом посете Зрењанину, 11. маја 1952. године. Споменик је све до 1964. године стајао на овом месту, када је због реконструкције трга пребачен испред зграде у којој се налазило седиште Општинског комитета СКЈ, где се споменик и данас налази у Улици краља Петра.
Године 1955. на Лењиновом тргу у Вршцу, на месту где је сахрањен Жарко Зрењанин, подигнут му је споменик — рад вајарке Екатарине Ристивојев. Поред ових споменика, Жарку је подигнуто још неколико спомен-бисти, углавном у школама са његовим именом, као и испред зграде Педагошког факултета у Сомбору, заједно са бистама учитеља и народних хероја Душана Вукасовића и Вељка Дугошевића.
У родном месту Избишту, на Споменику палим борцима, налазе се два бронзана рељефа са ликом Жарка Зрењанина и ликом Анђе Ранковић, која је такође рођена у Избишту.
Књижевник Оскар Давичо, који је заједно са Жарком био на робији у Сремској Митровици, посветио му је 1949. године поему „Зрењанин”, која се састоји из пет песама.

## Галерија
- Родна кућа Жарка Зрењанина у Избишту
- Спомен-плоча на кући
- Поштанска марка ПТТ Југославије из 1973. године са ликом Жарка Зрењанина
- Откривање споменика Жарку Зрењанину 1952. године
- Откривање споменика Жарку Зрењанину 1952. године
- Спомен-плоча у Новом Саду
- Спомен-плоча у Панчеву
- Кућа у Павлишу, којој је погинуо Жарко Зрењанин
- Спомен-плоча на кући
- Орден народног хероја